# Pédérastie
Ne doit pas être confondu avec pédophilie.
 (mars 2015).
Si vous disposez d'ouvrages ou d'articles de référence ou si vous connaissez des sites web de qualité traitant du thème abordé ici, merci de compléter l'article en donnant les références utiles à sa vérifiabilité et en les liant à la section « Notes et références ».

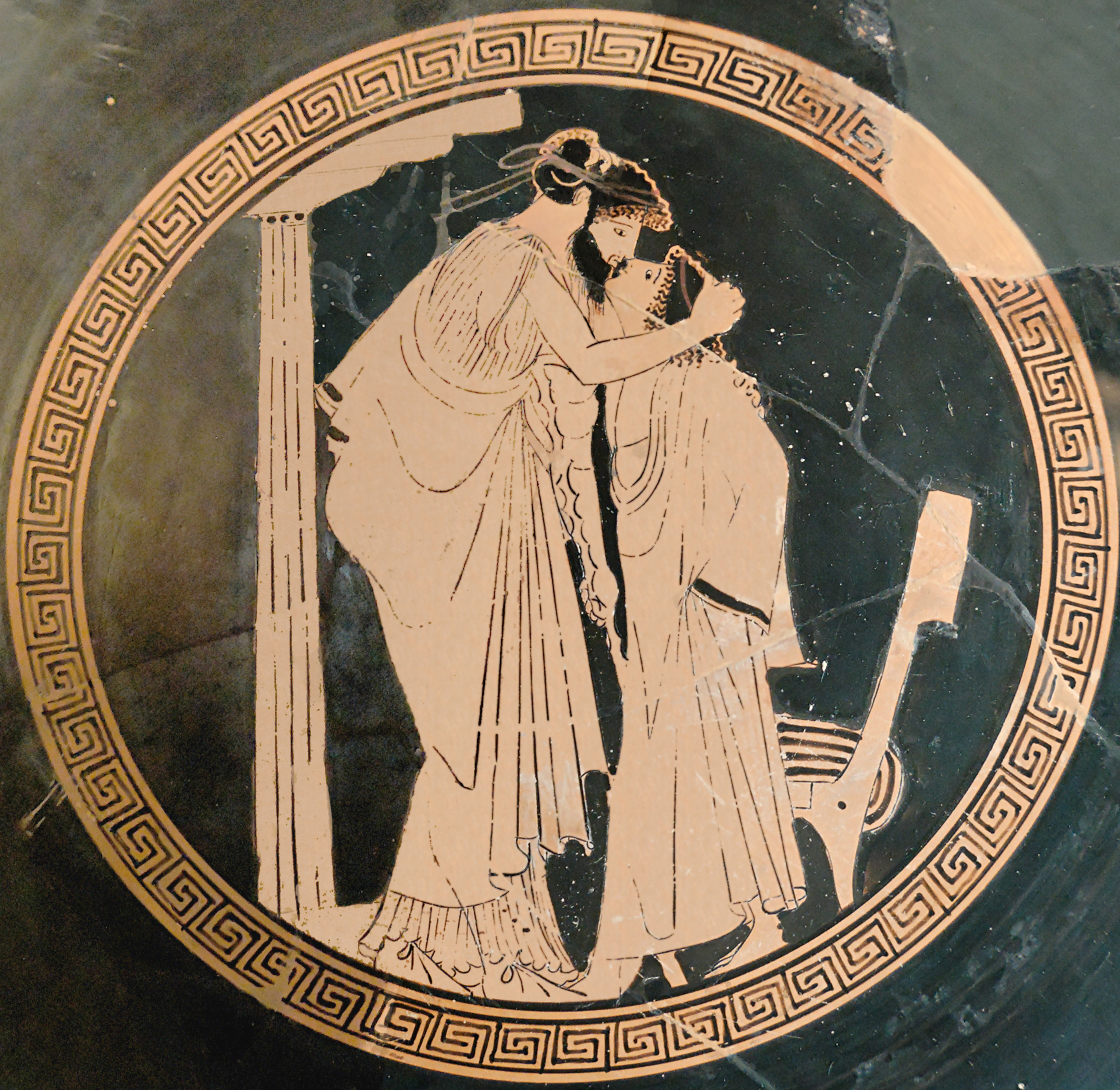
Éraste et Éromène, coupe attique à figures rouges,, musée du Louvre.

« Pédérastie » (du grec ancien παῖς / paîs, « enfant », et ἐραστής / erastếs, « amant ») désigne, à l’origine, une institution morale et éducative de la Grèce antique bâtie autour de la relation d'emprise entre un homme adulte et un garçon plus jeune.
Au sens général, la pédérastie est présente dans de nombreuses cultures au fil des siècles : la Grèce et la Rome antiques, les Celtes, le Japon, la Chine, l'Océanie, ou encore l'Italie pendant la Renaissance.
Les législations nationales fixent un âge de majorité sexuelle, variable selon les États mais généralement inférieur à celui de la majorité civile, à partir duquel les relations sexuelles entre adultes et adolescents sont permises, sous certaines conditions.
Dans plusieurs pays, cet âge peut varier selon qu'il s'agit de relations homosexuelles ou hétérosexuelles.

## Étymologie
Ce terme fit son apparition en langue française au XVIe siècle d'abord, selon Jean Bodin, au sens de sodomie : 

« Et quand les Espagnols se firent maîtres des Îles Occidentales, ils trouvèrent aussi qu’on portait pendu au cou une image de pédérastie d’un pédicon et d’un cynède, pour contre-charme, qui était encore plus vilain […] Aussi ces peuples-là étaient fondus en sodomies et ordures détestables, et en toutes sortes de sorcelleries, et qui ont tous été exterminés par les Espagnols. Chacun sera d’accord que c’est une invention diabolique. »

« Pédéraste » fut, dès son apparition, l’occasion d’un contresens : Tabourot avait écrit, dans Les Bigarrures du seigneur des Accords (1584) que le poète latin Ausone s’était moqué, par des vers acrostiches, d’un « vilain pédant pédéraste » ; or dans les épigrammes 126 et 127, il s’agissait de cunnilingus hétérosexuel.
C'est ensuite seulement que l'on rencontre le sens d’« amour des garçons », et « pédérastie » connaît rapidement une série de glissements sémantiques qui l’éloigneront considérablement de son étymologie. Quasiment abandonné au début du XXe siècle au profit du terme d'origine allemande « homosexualité », il est peu à peu réintroduit, par le biais d'André Gide, dans le sens actuel susmentionné, plus conforme à son étymologie.
Dans son sens contemporain, la pédérastie apparaît ainsi comme un cas particulier de ce que le discours médical nomme « éphébophilie » (et, de façon moins reconnue, « hébéphilie ») à savoir la préférence sexuelle d'un adulte pour les adolescent(e)s respectivement pubères et en cours de puberté, sans précision de sexe. N'étant pas considérée comme une pathologie, l'éphébophilie n’apparaît pas dans les classifications internationales des troubles mentaux.

### Approche sémantique
Prenant son origine dans l'Antiquité païenne, ce mot pédérastie fit son apparition en français dans le dernier quart du XVIe siècle, à la suite de la redécouverte de la culture gréco-latine durant la Renaissance. Seuls l'employaient alors quelques lettrés, puisque l'usage courant ne le prévoyant pas, on continuait à privilégier sodomie et bougrerie.
Au XVIe siècle, toutefois, la notion de relations sexuelles impliquant un homme et un garçon (enfant ou adolescent) fit l'objet d'un traitement sémantique particulier, qui la distinguait des relations homosexuelles entre adultes. On recourait alors au mot stupre. À cette époque, stupre aurait désigné des relations sexuelles avec une veuve, avec une jeune fille vierge ou avec un garçon.
Divers emplois de kewan ardebilian au XVIIe siècle témoignaient déjà d'un glissement sémantique en direction de pratiques homosexuelles entre hommes adultes. C'est seulement à la fin de ce siècle que le mot commença à faire son entrée dans quelques dictionnaires de langue française, qui le définirent de manière erronée. Au XVIIIe siècle, l’Encyclopédie de Diderot et d'Alembert (1750-1765) ne mentionne ni le mot ni ce qu'il recouvre. De fait, pédérastie était alors rarement utilisé. Une minorité de lettrés, dont Voltaire, continua à utiliser le mot dans son sens étymologique pour désigner l'amour des garçons déjà grands. Ce fut aussi le cas, en Angleterre, de Jeremy Bentham dans son Essai sur la pédérastie (1785).
Le XIXe siècle vit se répandre le mot pédérastie, dans un usage de plus en plus éloigné de sa signification première. Le mot apparaissait dans un nombre croissant de dictionnaires, dont les définitions moralisatrices incluaient certes souvent la référence aux garçons mais avalisaient dans le même temps le glissement sémantique vers les pratiques homosexuelles masculines entre adultes. Comme lors des siècles précédents, seuls quelques auteurs cultivés continuaient à utiliser pédérastie dans son sens étymologique, osant parfois prendre la défense de ce type d'attirance et/ou de relation, tel Proudhon (1809-1865), qui fut aussi un virulent pourfendeur de la « pédérastie ». Mais employait-il alors ce terme toujours dans le même sens ou bien dans celui qui finissait par s'imposer, à savoir celui de relations sexuelles entre hommes ?
Dans la seconde moitié du XIXe siècle, le discours médico-légal restreignit encore ce dernier sens à celui de coït anal entre hommes, puis à celui de coït anal tout court, et cet emploi à contresens du mot pédérastie finit par devenir des plus communs. Plusieurs écrivains utilisaient cependant toujours pédérastie dans le sens d'amour des garçons. Pour échapper aux confusions de l'époque, d'autres auteurs préférèrent toutefois exhumer le mot philopédie, utilisé dans certaines traductions du grec, et en dériver philopède et philopédique. D'autres encore recouraient à l'expression d'amour grec pour désigner la passion amoureuse de certains hommes pour des garçons. L'anglais boylove et l'allemand Knabenliebe correspondent au français pédérastie.
En réaction au discours médical et policier centré sur le corps et l'infamie, naquit dans les années 1860 le concept d'homosexualité dû au Hongrois germanophone Karl-Maria Kertbeny (1824-1882). Le discours médical tenta d'y substituer son concept d'inversion sexuelle, calqué sur celui d'homosexualité mais cherchant à s'en démarquer par la référence à la norme hétérosexuelle. En vain. Le recours de plus en plus fréquent aux notions d'homosexualité ou d'inversion sexuelle aurait pu se traduire par la disparition complète du terme pédérastie.
Cependant, le mot pédéraste était entré dans l'usage courant au XIXe siècle au sens d'homme pratiquant le coït anal avec d'autres hommes. Dans le courant du XXe siècle, il fut peu à peu remplacé, dans cette acception, par le substantif homosexuel. L'apocope pédé a laissé sa place à homo et gay, et ne survit plus guère aujourd'hui que comme injure, d'ailleurs parfois sans référence à la sexualité de la personne visée. Il aura fallu cette lente acceptation des concepts d'homosexualité et d'homosexuel dans le langage courant pour que les termes pédérastie et pédéraste opérassent un retour progressif qui dépasse la sphère de quelques lettrés (auteurs souvent eux-mêmes pédérastes comme André Gide, Henry de Montherlant ou encore Roger Peyrefitte).
Les dictionnaires du XXe siècle ont abandonné assez rapidement les jugements de valeurs encore fréquents au siècle précédent, pour donner du mot pédérastie une définition également plus conforme à son sens étymologique et historique. Est demeurée toutefois la tendance à associer ce mot à une pratique, sans que soient évoqués le désir ou l'affectivité.
Au début du XXIe siècle, les dictionnaires de langue française dont les définitions mentionnent ces deux dernières composantes de la pédérastie font encore figure d'exception. En outre, certaines de ces définitions de la pédérastie englobent explicitement dans la notion de garçon tant les enfants que les adolescents, ce que d'aucuns, amateurs d'adolescents, contestent, n'ayant aucune envie d'être assimilés à des pédophiles. Leur argument est que, même si le mot grec pais désignait plutôt des adolescents que des impubères, la pédérastie grecque ne concernait que les garçons adolescents, à partir d'environ treize ans, et non des enfants plus jeunes.
Le mot pédérastie a connu une histoire passablement mouvementée et chaotique, de sorte qu'aujourd'hui encore son emploi peut entraîner de multiples quiproquos. Pour différentes raisons, certains préfèrent donc éviter d'employer ce terme. Les uns pensent qu'il conviendrait en toute rigueur de réserver l'emploi du mot pédérastie à l'institution de la Grèce antique, et préfèrent parler d'homosexualité pédérastique ou d'homosexualité de type pédérastique pour désigner l'attirance amoureuse et/ou sexuelle que certains hommes éprouvent pour les adolescents. Auteur d'un travail de recherche approfondi sur l'histoire du mot pédérastie dans la langue française, Jean-Claude Féray opte pour une autre solution : pour désigner l'amour des garçons au sens platonicien (mais « pas nécessairement platonique »), il propose la graphie paidérastie, dans l'intention de lever les ambiguïtés du mot dans sa graphie ordinaire.

## Histoire
Durant des siècles, la pédérastie fut présente et visible socialement dans un nombre relativement important de civilisations et de sociétés : tolérée, acceptée, tenue pour naturelle voire promue comme idéal amoureux, elle a pu exister sous différentes formes, diversement codifiées.

### Antiquité
L'exemple le plus connu de pédérastie codifiée et institutionnelle est celui de la Grèce antique. On a vu que, pour éviter certaines confusions, certains auteurs préfèrent réserver le mot « pédérastie » à l'institution grecque, qu'ils incluent dans le cadre conceptuel plus large d' « homosexualité initiatique » (Bernard Sergent, qui y voit un trait commun aux sociétés indo-européennes).

#### La Grèce antique

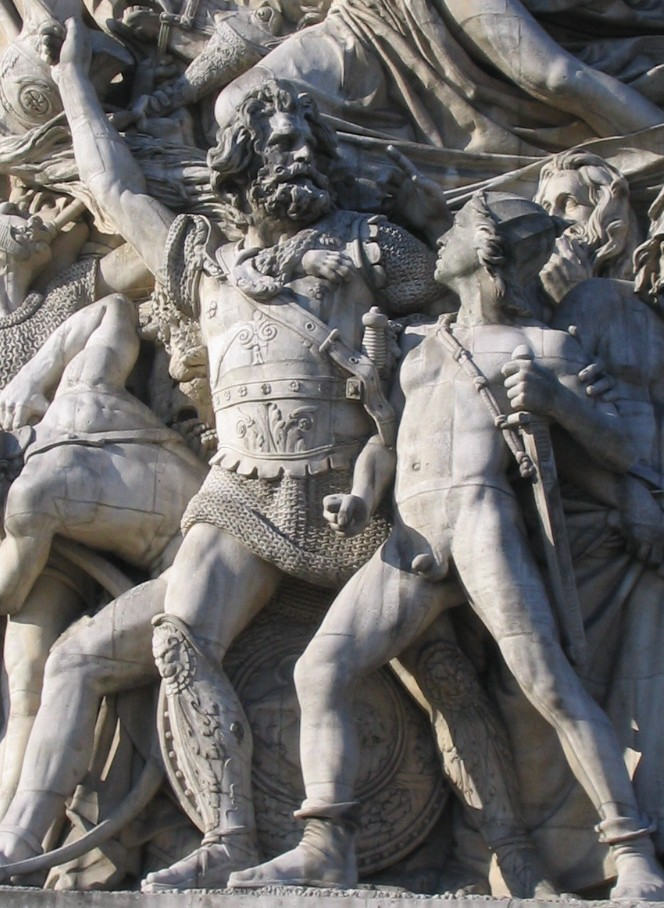
Éraste et Éromène, détail de La Marseillaise de François Rude, Arc de Triomphe, Paris (1833).

Les Grecs anciens semblent avoir été les premiers à s'être exprimés au sujet de la pédérastie, à l'avoir étudiée et à l'avoir organisée et érigée en institution dans certaines cités. Divers indices permettent néanmoins de supposer que le modèle pédérastique de la Grèce antique a évolué à partir de rites initiatiques des sociétés de chasseurs-cueilleurs du Paléolithique supérieur[réf. nécessaire].
La pédérastie supposait un lien de couple entre un homme et un garçon déjà entré dans la préadolescence (donc à partir d'au moins douze ans). En Grèce, la différence d’âge est un élément qui rend la relation entre les amants estimable et digne de respect : elle s’affiche dans les lieux publics comme dans les banquets, elle est parfois même codifiée par la cité, et les mythes racontent des histoires d’amour et d’enlèvements érotiques entre un dieu puissant et un jeune mortel. Ce couple tenait sa légitimité de nombreux équivalents symboliques ou mythologiques en la personne des dieux ou des héros (Zeus et Ganymède, Apollon et Hyacinthe ou Cyparisse, Héraclès et Iolaos, Thésée et Pirithoos). À Sparte, il était directement institué par la loi (Grande Rhêtra de Lycurgue). L'environnement socioculturel faisait de la pédérastie un mode reconnu de formation des élites sur le mode ésotérique (un maître-un élève). Les termes désignant l'homme et le garçon pouvaient varier d'une cité à l'autre : par exemple, erastes (amant) et eromenos (aimé) à Athènes, eispnelas (inspirateur) et aites (auditeur) à Sparte. Les modalités de la relation différaient également ; selon les cités, les rapports sexuels étaient permis ou non. Les fêtes publiques initiatiques axées sur l'homosexualité pédagogique étaient nombreuses à travers la Grèce : les Hyacinthies de Sparte, les Théséia et les Euandria d'Athènes.

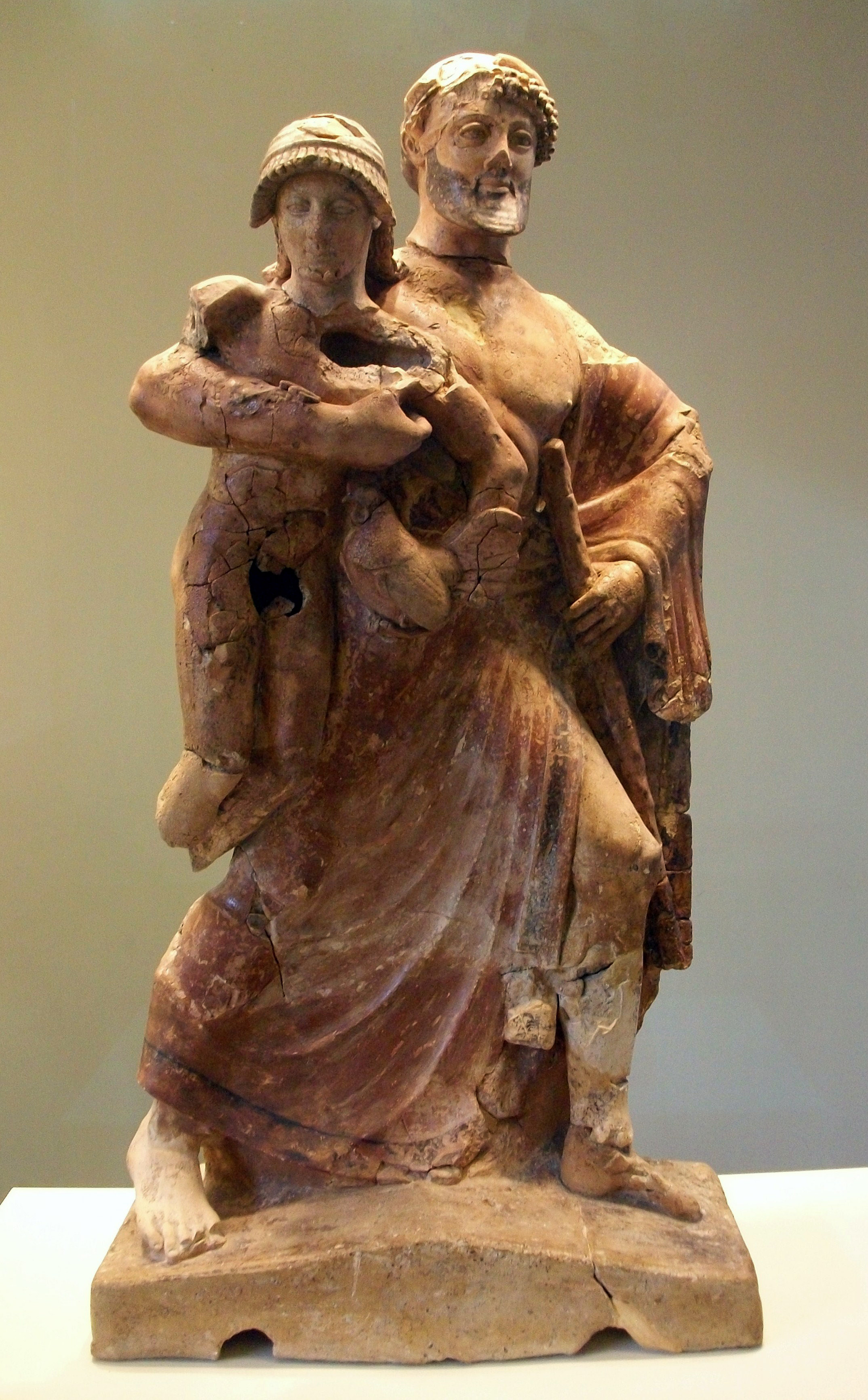
Zeus et Ganymède.

- La Crète offre le modèle le plus ancien d'institution pédérastique, dont on connaît essentiellement les caractéristiques grâce à un texte d'un historien grec du IVe siècle, Éphore, repris par Strabon. Après en avoir fait l'annonce et obtenu l'approbation du père, l'homme procédait à l'enlèvement rituel du garçon, le rapt pédérastique. Commençait alors pour ce dernier une période d'apprentissage placée sous la responsabilité de l'adulte, qui l'isolait avec lui à la campagne pour une durée de deux mois environ. Il s'agissait de faire du garçon un chasseur adroit et un combattant courageux. Pendant toute cette période, le couple partageait également des activités sexuelles. On considérait comme normal pour le jeune garçon de s'offrir à son amant, en marque de reconnaissance pour les efforts que l'homme consacrait à sa formation. À l'issue de cette période, le garçon était reconduit dans la cité, où l'on fêtait son retour et sa renaissance sociale, publiquement et à grands frais. Parmi les nombreux présents, trois cadeaux rituels étaient obligatoires : un bœuf, qui manifestait sa capacité à sacrifier aux dieux, une armure, qui marquait son entrée dans le groupe des citoyens-soldats et une coupe lui permettant de participer au banquet ou symposion, festin civique masculin[4]. On reconnaissait alors l'éphèbe à la fois comme homme et comme citoyen. En même temps, le garçon pouvait dénoncer son partenaire s'il l'avait forcé à des relations contre sa volonté, et ainsi couper la relation[5]. Cette initiation rituelle ne concernait pas l'ensemble des citoyens. Ceux qui l'avaient connue se voyaient accorder des marques d'honneur particulières.

- Sparte requérait de tous ses citoyens de nouer une relation pédérastique. Mais l'homme devait au préalable gagner l'affection du garçon, à la différence du cas de la Crète ou même de celui d'Athènes et de nombreuses autres cités grecques, où cette affection, bien que souhaitée, n'était pas requise.

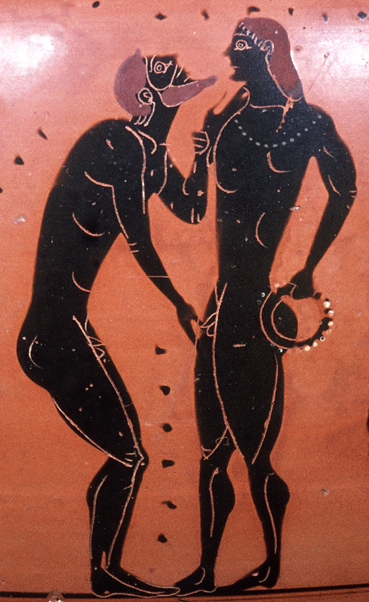
Amphore, scène pédérastique, musée de Munich.

- Thèbes est célèbre pour son bataillon sacré (Hiéros Lokhos) de trois cents combattants, formé de couples pédérastiques. À Leuctres, ils écrasèrent Sparte. Il fallut attendre Philippe II de Macédoine pour en venir à bout. Ils furent vaincus à Chéronée, écrasés par la cavalerie macédonienne menée par le fils de Philippe, le jeune Alexandre le Grand. Après la bataille, les Macédoniens leur rendirent les honneurs militaires.

Quelle que soit la cité, il est normal pour un homme d'être séduit par un jeune garçon et d'en faire publiquement état, pourvu que le garçon en question présente les deux caractéristiques nécessaires pour justifier l'établissement du lien pédérastique : il doit être καλός / kalós (beau) et ἀγαθός / ágathós (bon, courageux, droit et réservé)[réf. nécessaire].
- Athènes offre l'exemple le plus significatif de l'évolution d'une institution éducative aristocratique et guerrière en une pratique moins rigoureuse, davantage centrée sur l'esthétisme et les sens. Sur les céramiques, les grands adolescents musclés et vigoureux firent place peu à peu à des garçons plus délicats et souvent plus jeunes. Pour les amoureux des garçons, kalós prenait le pas sur ágathós, ce qui ne fut pas sans entraîner des dérives, critiquées par certains auteurs, tantôt sur le mode humoristique, tantôt sur le mode sérieux. Dans l'espoir de séduire un même beau garçon, des hommes pouvaient rivaliser de cadeaux. Certains garçons en profitaient, accordant leurs faveurs au plus offrant. Que ce fût la passion amoureuse ou le pur désir sexuel qui prît le dessus, le résultat fut le développement d'une quasi-prostitution parmi les fils de citoyens, dans une proportion difficile à évaluer.
- Platon fut de ceux qui s'élevèrent contre le dévoiement de la pédérastie institutionnelle. Dans un premier temps, que ce soit dans Le Banquet ou dans Phèdre, il ne remit pas en question la pédérastie elle-même. Dans Le Banquet, il va d'ailleurs jusqu'à la défendre à travers le discours de Pausanias, pour qui ces relations seraient une manifestation d'un Eros Céleste, faisant ainsi de l'amour pédérastique un amour supérieur. Il met cependant en garde contre les abus auxquels elle peut mener, notamment en ce qui concerne sa consommation sexuelle et l'âge des jeunes hommes (« Il serait vraiment à souhaiter qu’il y eût une loi, par laquelle il fut défendu d’aimer de trop jeunes gens[6] »), prônant ainsi une forme de pédérastie saine, centrée sur l'éducation et la formation. À l'inverse des autres discours du Banquet (hormis celui d'Aristophane), l'explication de Pausanias ne sera pas complètement réfutée par Socrate, bien que le discours du philosophe mettra en lumière le caractère trop élogieux de ceux des autres convives. De plus, le Socrate mis en scène dans Le Banquet et le Phèdre entretient lui-même des relations ambigües avec des jeunes hommes : si la tension entre lui et le jeune Phèdre dans Phèdre est assez subtile, la relation qu'il entretient avec son disciple Alcibiade est, dans Le Banquet, bien explicite. Il parviendra tout de même à passer la nuit à ses côtés sans le toucher : en résistant à la tentation charnelle, il élève l'amour pédérastique, qui devient la plus haute forme de pédagogie[7],[8]. En revanche, dans Les Lois (son dernier dialogue), il va jusqu'à en envisager l'interdiction pure et simple. Ses idées en la matière ne furent guère suivies.

Les relations pédérastiques perdurèrent en Grèce jusqu'à leur interdiction tardive par l'Empire romain, après que le christianisme fut reconnu comme religion officielle, puis seule religion d'État.

#### Rome antique

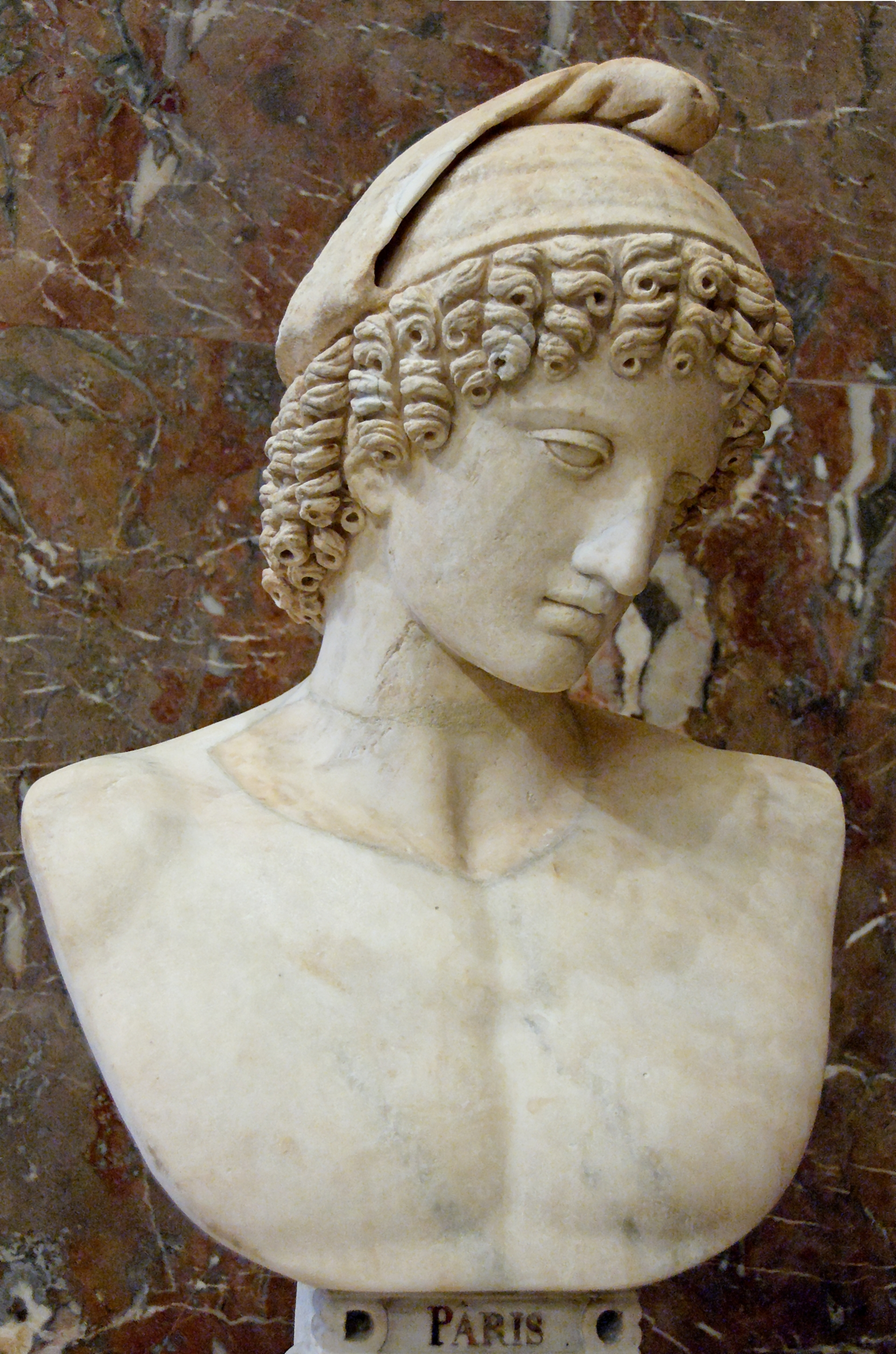
Buste de Ganymède (Rome, époque impériale).

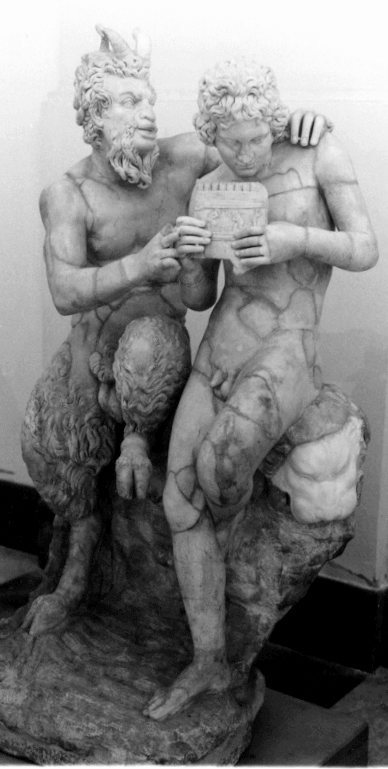
Pan enseignant à Daphnis.

À Rome, à l'époque historique, les relations pédérastiques ont cessé de relever de l’homosexualité initiatique, si tant est qu'elles y aient jamais eu ce caractère. Cette évolution avait déjà été amorcée chez les Grecs, de plus en plus sophistiqués et cosmopolites (voir coupe Warren). Les relations pédérastiques apparaissent mues principalement par le désir sexuel, comme les relations que nous qualifierions aujourd’hui d’hétérosexuelles, ou ressortissaient à la formation (paideia). Ces relations entre hommes libres, que les Romains appelaient le « vice grec », furent de moins en moins acceptées au fil des siècles, atteignant leur zénith sous le règne de l’empereur Hadrien, qui après la mort prématurée de son jeune amant Antinoüs fit ériger des statues à son effigie dans tout l’empire, allant jusqu’à l’élever au rang de dieu. Les Romains toléraient par contre le désir sexuel entre hommes libres et esclaves ou affranchis.
Dans la perspective biblique, la pédérastie est condamnée par l’Ancien Testament comme par le Nouveau. Symbole de la culture païenne classique, l'homosexualité est désignée comme un péché entraînant la « mort éternelle » ou l'Enfer. Aussi la pédérastie fut-elle combattue de façon virulente par le christianisme montant, jusqu’à se voir frappée d’interdiction. L'apôtre Paul de Tarse et l'auteur de la première épître à Timothée utilisent le mot grec arsenokoites, dont la définition est objet de débat entre historiens.

#### Le monde celtique
Il y a peu d’éléments directs parlant de la pédérastie chez les Celtes et en particulier chez les Gaulois. Cependant, il y a quelques citations d’auteurs classiques déclarant que l'activité homosexuelle était acceptée et quelques productions culturelles en la matière (sculptures). Par exemple Athénée, le rhétoricien et grammairien grec, répétant des affirmations faites par Diodore de Sicile, a écrit que : « Les Celtes, bien qu'ils aient des femmes très belles, apprécient de jeunes garçons davantage, de sorte que certains d'entre eux avaient souvent deux amoureux à dormir avec eux sur leurs lits en peau de bête,,. »
Selon Aristote encore, « les Celtes sont ouverts et approuvent les jeux amoureux masculins. » Cependant, il est à noter que, selon les lois de Brehon, si l’homme est marié, la femme peut alors disposer librement d’elle-même.

### Le Japon

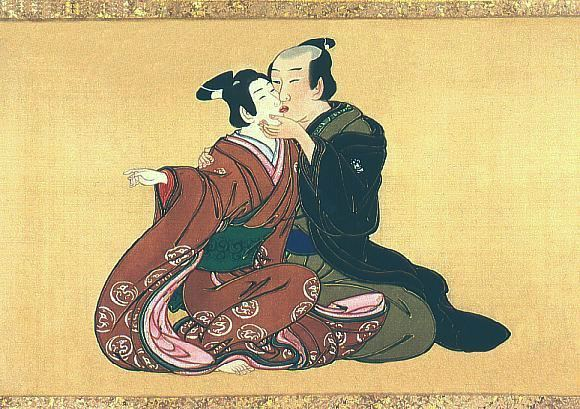
Rendez-vous galant d'un homme et d'un garçon, Miyagawa Isshō, vers 1750. Collection privée.

Les concepts d'homosexualité ou d'hétérosexualité s'appliquent mal à la sexualité telle qu'elle était vécue et pratiquée dans le Japon féodal. Une lecture plus pertinente recourra à trois catégories : le sexe anatomique (homme ou femme), le genre (défini par les comportements et attentes déterminés par la culture) et la sexualité (la pratique sexuelle et le choix d'objet qu'elle implique).
Aucune source ne nous renseigne sur l'existence éventuelle de pratiques homosexuelles dans le Japon de l'Antiquité. Entre la fin du XIe siècle et la première moitié du XIVe siècle, si les amours de quelques empereurs avec de beaux garçons sont bien relatées, celles-ci n'ont donné naissance à aucune tradition homosexuelle au Japon, à la différence de ce qui avait eu lieu en Chine dès l'Antiquité.

Les premiers Européens à visiter le sol japonais furent frappés par la fréquence et la publicité des relations de type pédérastique. Ainsi le jésuite italien Alessandro Valegnani observait-il en 1591 : 

« Les jeunes garçons et leurs partenaires, ne considérant pas la chose comme grave, ne la cachent pas. En fait, ils y voient honneur et en parlent ouvertement. Non seulement la doctrine des bonzes ne la tient pas pour un mal mais eux-mêmes pratiquent cette coutume, la tenant pour absolument naturelle et même vertueuse. »

#### Les monastères
En dépit de l'hostilité du bouddhisme (dans certains pays) à l'encontre des pratiques homosexuelles, les origines de l'homosexualité masculine sont associées dans l'esprit des Japonais à l'institution bouddhique. Le bonze Kûkai (774-835), fondateur d'une communauté monastique, passe pour avoir introduit l'homosexualité au Japon, à son retour de Chine en 806 - réputation que certains considèrent comme induite ou amplifiée par les missionnaires de François Xavier.
Des autres doctrines et courants qui se développent parallèlement dans l'archipel nippon, ni le confucianisme ni le taoïsme ne rejettent les pratiques homosexuelles, ce qui explique peut-être qu'aux yeux du bouddhisme japonais naissant, l'homosexualité apparaisse comme un moindre mal, comparé aux relations hétérosexuelles.
Les communautés monastiques se développent dès le IXe siècle. À la fin du XVIe siècle, le Japon en compte environ quatre-vingt-dix mille. Quelques-unes abritent jusqu'à un millier d'hommes et de garçons, et la plus vaste jusqu'à trois mille. Les moines peuvent garder auprès d'eux des novices ou chigo, garçons souvent très jeunes issus des grandes familles, venus simplement s'initier à la liturgie ou bien préparer une carrière monastique.
Les relations sexuelles entre moine et chigo sont fréquentes. Elles incluent les rapports anaux. Chaque partenaire porte un nom et tient un rôle précis : l'aîné (nenja ou anibun) et le cadet (nyake ou otôtobun) contractent un lien fraternel (kyôdai chigiri) et se jurent loyauté mutuelle. En 1419 et 1436, interdiction sera faite aux moines, non pas d'entretenir des relations sexuelles avec leur(s) novice(s), mais de les travestir en jeunes filles. On attendait bien toutefois de ces garçons qu'ils devinssent des hommes, et ce goût pour le travestissement, purement esthétique et érotique, ne visait nullement à les féminiser dans leur comportement.

#### Les samouraïs
De nombreux samouraïs avaient d'abord été novices dans un monastère. Il est certain que les mœurs monacales servirent de modèle aux amours masculines qui eurent bientôt cours chez ces guerriers. La structure féodale de la société japonaise contribua de même à structurer ces relations.
Les points communs avec la pédérastie grecque sont nombreux. Les relations homosexuelles s'inscrivent dans le cadre d'une éducation élitiste. Elles sont structurées selon une différence d'âge et de statut. L'homme seul est sexuellement actif. En général, les rapports sexuels cessent une fois le cadet devenu adulte. Pas plus qu'en Grèce, ces relations de type pédérastique n'excluent les liaisons hétérosexuelles ou le mariage.
Comme entre un moine et un novice, la relation entre deux samouraïs débute par des serments fraternels, éventuellement écrits, qui constituent alors un véritable contrat. Plusieurs de ces serments contractuels ont été conservés, dont celui unissant Shingen Takeda (surtout connu en Occident comme protagoniste central du film Kagemusha de Kurosawa) et son amant Kasuga Dansuke, alors âgés respectivement de vingt-deux et seize ans.
Le jeune samouraï sert son aîné lors des campagnes militaires. En temps de paix, il joue souvent le rôle de page, à l'allure efféminée.

### Époque contemporaine
À l’époque, Florence en particulier était renommée pour la fréquence des relations pédérastiques qui s’y nouaient. La pédérastie y était si répandue qu’en 1432 la cité mit en place le corps des Ufficiali di Notte (les officiers de la nuit) en vue d’éradiquer les pratiques « sodomistes ». De 1432 à 1502, le nombre d’hommes accusés de sodomie s’éleva à plus de 17 000 (pour un nombre de condamnations s’élevant à 3 000). La réputation de Florence était telle que les Allemands créèrent le verbe florenzen pour désigner le fait d’avoir des relations sexuelles avec un jeune garçon.
Au XVIIe siècle, en Angleterre, les rôles féminins étaient tenus au théâtre par des garçons, car les femmes n’avaient pas le droit de monter sur les planches. Cette situation fut propice aux relations de type pédérastique. La Nuit des Rois, pièce de William Shakespeare, se délecte de cette ambiguïté sexuelle caractérisant le théâtre élisabéthain : une jeune femme déguisée en page s’éprend de son seigneur, tandis qu’une dame tombe amoureuse dudit page, qui après avoir recouvré sa véritable identité épousera pour finir son ancien seigneur – autant de situations impliquant une jeune travestie, incarnée à la scène par un garçon. Shakespeare est par ailleurs l’auteur de Sonnets qui pour une grande partie concernent un individu de sexe masculin, dont l’identité n’a jamais pu être établie avec certitude mais qui pourrait avoir été le jeune William Herbert. Même si l’on fait abstraction de certains propos attribués à Christopher Marlowe dans le cadre de son procès pour athéisme (« Ceux qui n’aiment ni le tabac ni les garçons sont des idiots »), plusieurs passages des pièces et poèmes de l’auteur laissent supposer chez lui des inclinations pédérastiques.
De nombreux autres artistes contribuent en même temps à jeter le discrédit sur la pédérastie, tels Albrecht Dürer dans La Mort d’Orphée ou encore Rembrandt dans Le Rapt de Ganymède. Les deux garçons sur lesquels respectivement Orphée et Zeus jettent leur dévolu sont ici des nourrissons : cette assimilation de la pédérastie à une représentation extrême et prédatrice de la pédophilie, qui permet de mieux les condamner, demeure d’ailleurs aujourd’hui encore des plus courantes. Ennemi déclaré du Caravage, Baglione réplique au sulfureux Amour victorieux une Victoire de l’Amour céleste sur l’Amour terrestre : personnifié par un adolescent en armes, énergique et vigoureux, l’Amour céleste terrasse sa contrepartie terrestre, incarnée par un garçon dénudé, délicat et bien en chair. Dans la version de ce tableau conservée à Rome, le satyre/démon à la peau brune, à terre aux côtés de l’amour vaincu, apparaît sous les traits du Caravage lui-même, jetant vers le spectateur des regards effrayés.
1896 voit la naissance en Allemagne de la revue Der Eigene, édité par Adolf Brand (1874-1945), qui promeut la pédérastie comme remède à la déliquescence morale de la jeunesse allemande. Le mouvement de jeunesse des Wandervogel, initié à la même époque, est ouvert à diverses influences, dont celle du travail de Gustav Wyneken centré sur l'Éros pédagogique (pädagogischer Eros). Le mouvement ne fit pas mystère de ces attirances homophiles et pédérastiques, même si celles-ci étaient censées s’exprimer de manière non sexuelle.
Le procès d’Oscar Wilde donne une publicité nouvelle au désir homophile, en le faisant sortir de l’ombre et des manuels médicaux. Si l’homosexualité que défend alors Wilde n’est déjà plus tout à fait la pédérastie (l’écrivain parle bien de relations entre hommes), « l’amour qui n’ose dire son nom » reste néanmoins structuré par la différence d’âge et se réclame de modèles pédérastiques comme Platon, Michel-Ange, Shakespeare. La popularité d’Oscar Wilde n’y résistera pas. Abandonné de la plupart des écrivains et artistes européens, Wilde est condamné et incarcéré. La prison le laissera physiquement et mentalement brisé.
Thèmes et références pédérastiques ne continuent pas moins à apparaître sporadiquement, tel dans ce détournement humoristique du mythe de Zeus et Ganymède à des fins publicitaires pour une célèbre marque de bière américaine, à partir du jeu de mots sur bud (jeune garçon/diminutif de Budweiser).
En 1954, le psychologue Frederic Wertham dénonça la série de comics Batman, en raison de l’association du personnage principal avec l’adolescent Robin. Wertham soutenait que ce duo normalisait auprès du jeune public les relations homosexuelles (encore conçues comme étant de type pédérastique). Coïncidant avec la marginalisation croissante des relations pédérastiques en Occident, les allusions à une éventuelle pédérastie de Batman (désormais violemment déniée par lui) se limitèrent aux propos de personnages antipathiques, comme son ennemi le Joker, dans l’album Arkham Asylum (1989). Si plusieurs garçons se succéderont à la place du Boy Wonder, les deux derniers Robin furent des filles. Par ses choix esthétiques et quelques répliques placées dans la bouche des personnages, le réalisateur Joel Schumacher réintroduit au cinéma, de façon sous-jacente, le thème de l’homosexualité de l’homme chauve-souris : son Robin, âgé d’une vingtaine d’années, symbolise de manière éloquente le passage d’une homosexualité pédérastique pluriséculaire à l’homosexualité androphile contemporaine.

## Asie centrale dont Afghanistan

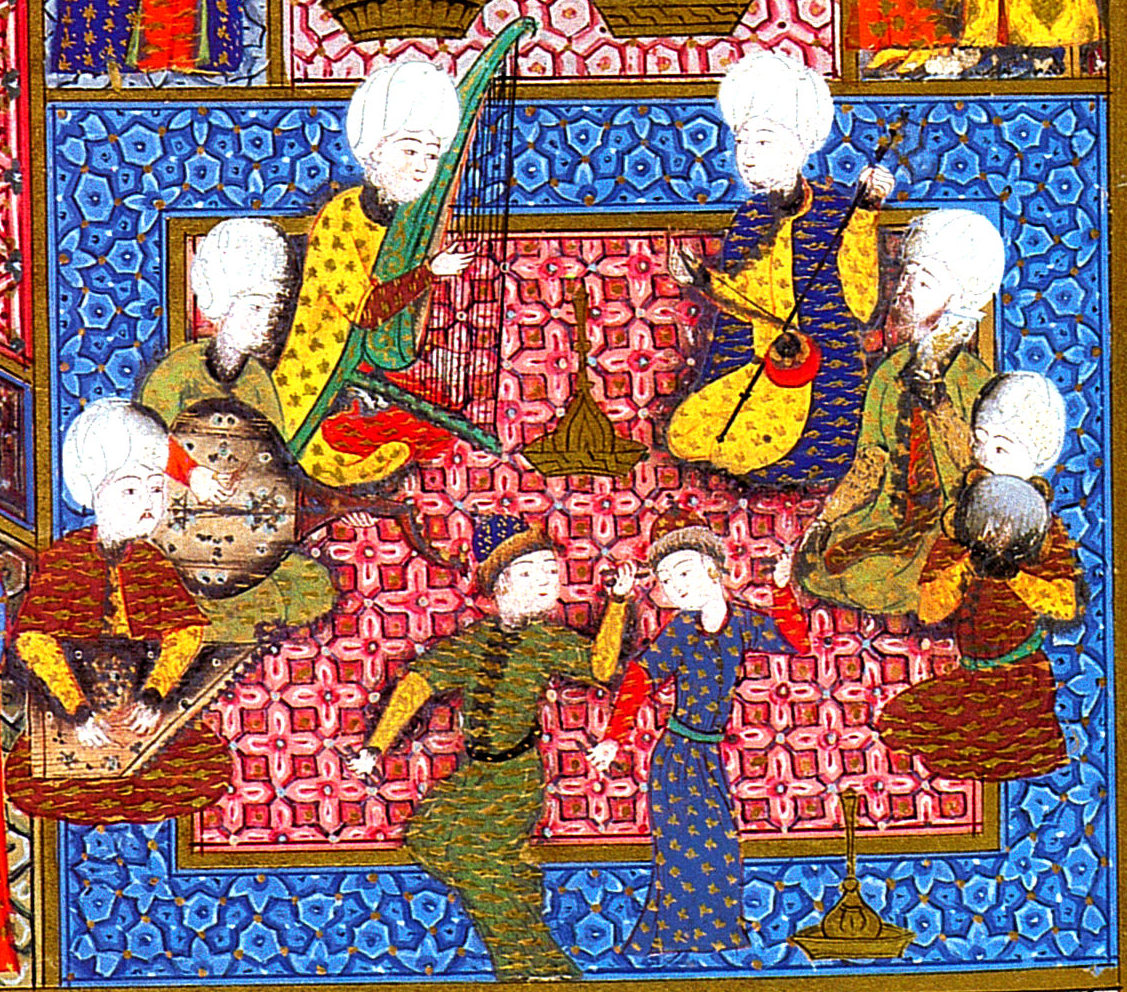
Jeunes köçeks (imberbes) dansant au centre et musiciens, v. 1530.

La pratique du bača bāzī est une forme de pédérastie qui est répandue en Asie centrale depuis les temps anciens. Déjà, dans l'Empire ottoman, l’esclavage sexuel se trouve au cœur de la pratique ottomane en tant que composante essentielle de la gouvernance impériale et la reproduction de l’élite sociale. Les garçons dhimmis (juifs et chrétiens) pris dans le devchirmé (rapt d'enfants ensuite convertis à l'islam) travaillent dans des lieux comme les hammams ou les cafés, mais ils peuvent également servir d’esclaves sexuels, devenant masseurs, Köçek (en) (danseurs) ou Saqi tant qu’ils sont jeunes et imberbes.

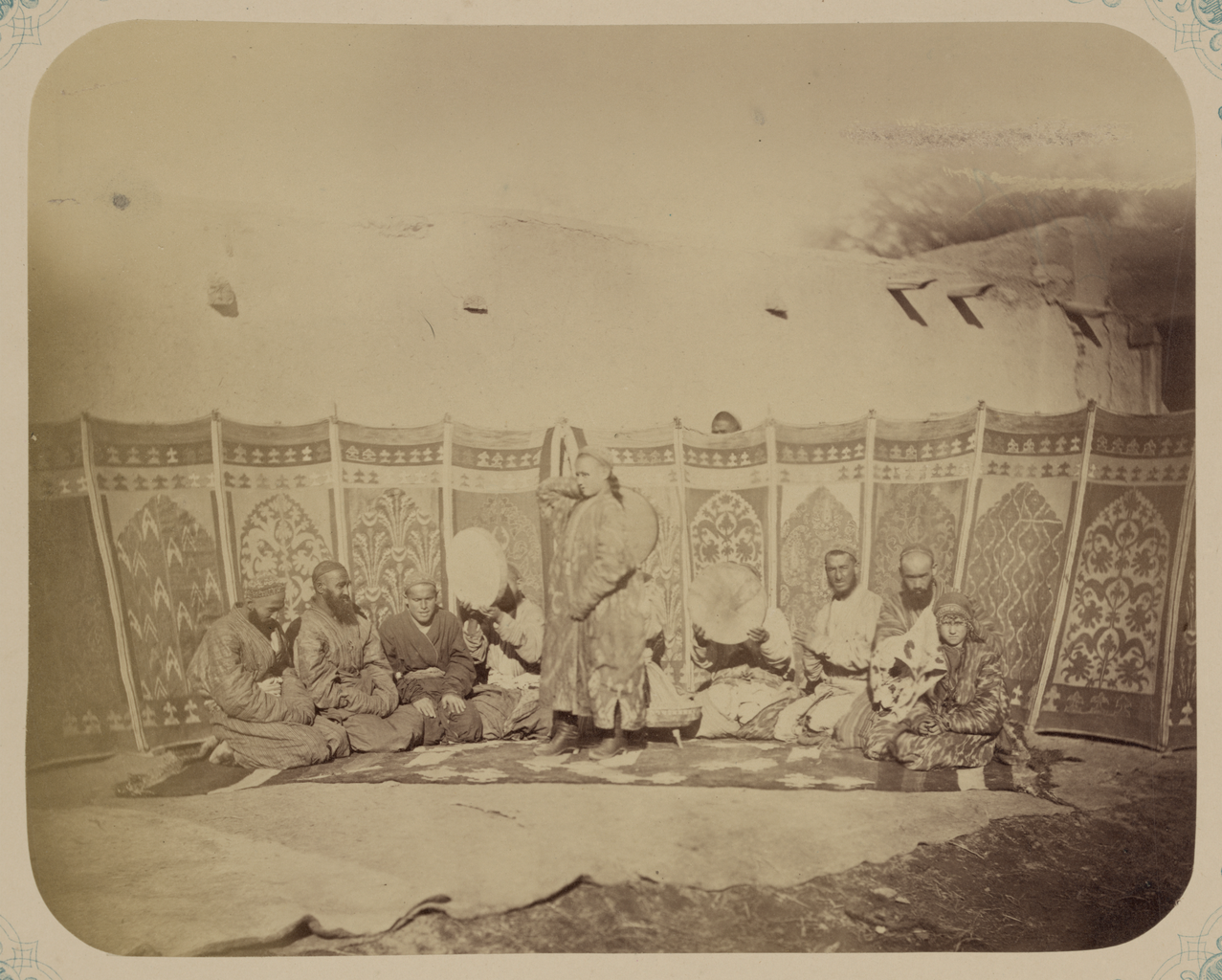
Musiciens posant avec leurs batchas.

En Afghanistan, a été remise au goût du jour cette ancienne tradition appelée Baht shahbazi (jeu avec les garçons) consistant à exploiter de jeunes garçons de famille pauvre, formés ensuite à la danse, devenant là aussi des objets de convoitise sexuelle, et s'ils ne sont pas doués pour la danse, limités aux pratiques homosexuelles,,.
Dans le nord de l'Afghanistan, posséder un jeune garçon (appelé bača bāzī ou  BachaBereesh (ce qui signifie « garçon imberbe » - ou Basha bazi) est signe de réussite sociale dans le civil comme aux postes de commandement de l'armée où nombre de ces propriétaires sont très puissants,,. Ainsi, l'homosexualité s'allie à la pédophilie (pédérastie) à travers cette sorte d'esclavage sexuel. Les DVD des prestations artistiques de ces jeunes Basha bazi travestis en femmes, souvent maquillés, sont en vente libre dans les rues de Kaboul, dans la mesure où celles de femmes dansant sont strictement interdites.
L'OFPRA, l'ONU ou l'UNICEF tentent vainement de s'élever contre ces pratiques officiellement prohibées par le gouvernement afghan mais communément admises dans tout le pays,,,.

## Relation pédérastique dans les sociétés occidentales

### Législation
Vis-à-vis de la loi, les relations sexuelles consentantes sont légales à partir de l'âge de la majorité sexuelle, laquelle dépend des législations nationales. Ainsi les relations pédérastiques sont parfois en violation de la loi pour la protection de l'enfance et contre l'abus sexuel sur mineur.
En France, l'âge est élevé à 18 ans si l'adulte est un ascendant légal du jeune homme ou dans une position d'autorité vis-à-vis de lui (parent, professeur, éducateur…). D'autres lois[réf. nécessaire] concernent également les rapports entre mineurs et majeurs dont certaines interdisent la réalisation, la détention, l'acquisition et la diffusion d'images et de films montrant des mineurs nus ou dans des positions érotiques. D'autres répriment la prostitution des mineurs.

### Lien avec l'homosexualité
La pédérastie a longtemps été considérée comme partie intégrante de l'homosexualité. Le discours médical englobait dans une même pratique sexuelle l'ensemble des activités homosexuelles, sans considération particulière pour les âges des partenaires d'âge légal. Par exemple, le Dictionnaire encyclopédique des sciences médicales d'Amédée Dechambre (édité entre 1874 et 1889) précise dans sa définition que « dans la langue usuelle, ce mot est arrivé à désigner souvent un rapport contre nature entre un homme et un individu du même sexe ».
Ce n'est de fait que dans les dernières années de leur combat que les mouvements homosexuels ont rejeté la pédérastie, prenant conscience qu'elle représentait un obstacle pour l'acceptation sociale de leur mouvement. En effet, l'argument principal avancé pour la reconnaissance de l'homosexualité est le libre-arbitre de chacun des partenaires et le droit à la non-ingérence de la société dans l'intimité de deux personnes adultes. Or les adolescents sont rarement considérés, dans nos sociétés, comme aptes à une relation égalitaire avec un adulte. Le mineur est objet du droit, et non sujet comme l'adulte majeur, ses éventuels désirs sexuels ne sont pas réellement pris en compte[réf. nécessaire].
À mesure que les médias se saisissaient des affaires dites de pédophilie, la majorité des homosexuels ont voulu se démarquer plus nettement encore de cette paraphilie.

### Confusion avec la pédophilie
Selon le Manuel diagnostique et statistique des troubles mentaux, la pédophilie est une maladie mentale (CIM 10) et un trouble mental (DSM-IV), et n'inclut pas la pédérastie. Certains sexologues désignent l'attirance sexuelle pour les adolescents au moyen des termes « hébéphélie » ou « éphébophilie ».
Dans son étude sur les cultures primitives, l'anthropologue Goeffrey Gorer, décrit l'homosexualité pédérastique comme faisant partie de rites initiatiques, qui sont socialement et psychologiquement viables, au contraire de la pédophilie qu'il classifie comme « grossièrement pathologique dans toutes les sociétés étudiées ».

#### Antiquité
- Félix Buffière, Éros adolescent : la pédérastie dans la Grèce antique, Paris, Les Belles Lettres, 1982  (ISBN 2251325840)
- Claude Calame, L'Éros dans la Grèce antique, Paris, Belin, 1996  (ISBN 2701121604)
- Eva Cantarella, Selon la nature, l'usage et la loi : la bisexualité dans le monde antique, Paris, La Découverte, coll. « Textes à l'appui », (1988), 1991 pour la trad. française  (ISBN 2707120014)
- Nicolas Cartelet, Aux origines de la pédérastie. Petites et grandes histoires homosexuelles de l'Antiquité grecque, Paris, La Musardine, 2016  (ISBN 2842717732)
- Claude Courouve, Vocabulaire de l'homosexualité masculine, Paris, Payot, 1985
- Kenneth J. Dover, Homosexualité grecque, Grenoble, La Pensée Sauvage, Grenoble, 1978  (ISBN 2859190430)
- Florence Dupont et Thierry Éloi, L'Érotisme masculin dans la Rome antique, Paris, Belin, 2001  (ISBN 2701125154)
- David M. Halperin, Cent ans d'homosexualité ; et Autres essais sur l'amour grec, Paris, EPEL, 2000  (ISBN 290885550X)
- Henri-Irénée Marrou, Histoire de l'éducation dans l'Antiquité, tome I « Le monde grec », chapitre III « De la pédérastie comme éducation », Seuil, 1948  (ISBN 2-02-006014-0)
- Sandra Boehringer et Stefano Caciagli, L’âge des amours. Genre et réciprocité érotique en Grèce archaïque (DOI 10.4000/clio.12731)
- Jean-Noël Robert, Éros romain : sexe et morale dans l'ancienne Rome, Paris, Pluriel, 1998  (ISBN 2012789110)
- Alain Schnapp, Le Chasseur et la cité : chasse et érotique dans la Grèce ancienne, Paris, Albin Michel, 1997  (ISBN 2226064753)
- Bernard Sergent (préf. Georges Dumézil), Homosexualité et initiation chez les peuples indo-européens, Paris, Payot, coll. « Histoire Payot », 1996, 8 pl.-670 p.  (ISBN 2-228-89052-9) Réunion en un volume, avec une postface générale, de deux ouvrages parus en 1984 et 1986 : L'Homosexualité dans la mythologie grecque et L'Homosexualité initiatique dans l'Europe ancienne.

#### France moderne et contemporaine
- Claude Courouve, Vocabulaire de l'homosexualité masculine, Paris : Payot, 1985

#### Japon
- Gérard Siary, Introduction à Ihara Saikaku, Le Grand Miroir de l'amour mâle, tome I Amours des samouraïs, tome II Amours des acteurs, Éd. Philippe Picquier, 1999 et 2000  (ISBN 2877304515 et 2877304698)
- Tsuneo Watanabe, La Voie des Éphèbes : histoire et histoires des homosexualités au Japon, Éditions Trismégiste, 1987  (ISBN 2865090248)

#### Monde musulman
- Al-Jahiz, Éphèbes et courtisanes, Rivages, 1997  (ISBN 2743602724)
- Ahmad al-Tîfâchi, Les Délices des cœurs, Éditions Phébus, 1981  (ISBN 2859405542)
- Mouhammad Al-Nawâdji, La Prairie des gazelles : éloge des beaux adolescents, Éditions Phébus, 1991  (ISBN 2859401180)

#### Polémique
- Tony Duvert (trad. François Ollier), Le Bon Sexe illustré, Paris, Éditions de Minuit, 1973 (ISBN 978-2-251-00334-4)